# Acripia banakana
Acripia banakana är en fjärilsart som beskrevs av Felix Bryk 1913. Acripia banakana ingår i släktet Acripia och familjen trågspinnare. Inga underarter finns listade i Catalogue of Life.